# Kjell Johansson
Kjell Johansson (5. oktober 1946 i Eskilstuna i Sverige – 24. oktober 2011 i Eksjö i Sverige) var en svensk bordtennisspiller. Han blev europamester to gange i 1964 og 1966, og var svensk mester seks gange i single. I 1965 blev han tildelt Svenska Dagbladets gullmedalje. Han har vundet et VM-sølv individuelt, i 1973 spillede Johansson VM-finale i Sarajevo som han tabte til Xi Enting.